# بيجيتا
بيجيتا (بالإنجليزية: Vegeta‎؛ باليابانية: ベジータ Bejīta) ڤيجيتا يُشارُ إليه بالتسمية الكاملة الأمير ييجيتا الرابع (بالإنجليزية: Prince Vegeta IV‎؛ باليابانية: ベジータ 王子 四世, Bejīta-ōji Yon-sei) وَأمير الساياجين، هو شخصية خيالية يابانية من مانغا دراغون بول، التي صممها أكيرا تورياما. يُعرف في الدبلجة العربية باسم بيجيتا. ظهر لأول مرة في الفصل 204 بعنوان "وداعًا سون غوكو" (باليابانية: さようなら孫そん悟ご空くう، بالروماجي: Sayōnara Son Gokū).
فيجيتا هو أمير الساياجين، وهو عرق خارق من المحاربين الذي ينتمي إليه أيضًا سون غوكو. يُعتبر فيجيتا فخر الساياجين، ويؤمن أنه الأقوى، وهو مهووس بالتفوق على غوكو. برز في حرب الأكوان، حيث استطاع إجبار جيرين على إظهار قوته الكاملة، وكان أول شخص يتمكن من ضربه. رغم أنه بدأ كتهديد، إذ كان يقتل سكان الكواكب ويبيعها، إلا أنه أصبح لاحقًا منافسًا لغوكو واستطاع التغلب عليه في مستوى الساياجين الأزرق. فيجيتا هو أيضًا أول شخص يصل إلى سوبر الأزرق دون الحاجة للوصول إلى سوبر غود.
في إحدى الأحداث، جُنّد كل من فيجيتا وغوكو من قبل دورية المجرة لإيقاف المشعوذ الشرير مورو، الذي هرب مع رفاقه. وبعد فشلهم في هزيمته، قرر فيجيتا الذهاب إلى ياردرات للتدريب وتعلم وسيلة لإيقاف مورو. بعد عودته، استخدم تقنية جديدة لانتزاع طاقة الحياة التي سرقها مورو، ونجح في إنعاش ضحايا ناميك كنوع من الفداء. استمرت المواجهة بينه وبين مورو، حتى تمكن الأخير من امتصاص أحد رفاقه لتعزيز قوته، وهزم فيجيتا. ومع ذلك، ساعد فيجيتا غوكو لاحقًا، حيث تمكن من تقاسم الطاقة اللازمة معه ليستخدم غريزة الفائقة ويقضي على مورو.
في معركة أخرى، وأثناء قتاله مع غرانولا، تدرب فيجيتا مع اللورد بيروس لإتقان قوة إله الدمار في هاكاي. أدى هذا التدريب إلى اكتساب فيجيتا شكل المدمر الخاص به، مما رفعه إلى مستوى يضاهي قوة إله الدمار.

## الشكل
فيجيتا متوسط القامة، ذو بنية جسدية قوية للغاية، يتميز ببشرة حنطية وشعر أسود مرفوع مثل الإبر، وعينين سوداوين. يتمتع فيجيتا بقدرة التحول إلى عدة مستويات من السوبر ساياجين، بما في ذلك السوبر ساياجين الأول، السوبر ساياجين الثاني، السوبر ساياجين الأزرق، والسوبر ساياجين الأزرق ذو الطاقة المكثفة جدًا. إضافة إلى ذلك، اكتسب فيجيتا قدرة التحول إلى غريزة الغرور الفائقة، والتي تُعد أقوى تحولاته الحالية.

## الحياة الشخصية
فيجيتا كان أميرًا لعرق الساياجين قبل تدمير كوكبهم وموت معظم أهله، وهو ابن الملك فيجيتا. لديه أخ يُدعى تاربل، وهو متزوج من بولما، فتاة أرضية وصديقة قديمة لـ سون غوكو. فيجيتا لديه ولد يُدعى ترانكس، بالإضافة إلى ابنة تُدعى بولا، التي ظهرت في أواخر سلسلة دراغون بول سوبر.

## انظر ايضًا
- سون غوكو
- سون جوهان
- ترانكس
- بولما
- غوتين
- دراغون بول زد
- دراغون بول جي تي
- دراغون بول سوبر

## روابط خارجية
- فيجيتا على موقع ميوزك برينز (الإنجليزية)